# Nokian Tyres
Nokian Tyres plc (finsk: Nokian Renkaat Oyj) er en finsk dækproducent.
De producerer dæk til biler, lastbiler, busser og tunge køretøjer. Hakkapeliitta kendes i Finland, som et anerkendt varemærke på Nokians dæk. Nokian Tyres, med hovedsæde i Nokia, kendes mest for deres vinterdæk, som testes på deres eget testanlæg.
Nokian Tyres Limited blev etableret i 1988, som et joint venture fra Nokia.